# 虎鯨 (自主水下載具)
殺人鯨（英語：Orca）是一種由波音公司和亨廷頓·英格爾斯工業（HII）為美國海軍開發的自主水下載具（AUV）。
殺人鯨的歷史可以追溯到2017年9月，當時美國海軍向波音公司簽發了價值約4000萬美元的合約，波音公司在今年早些時候與HII合作建造無人潛艇，而洛克希德馬丁公司則為超大型無人海底開發競爭設計車輛（XLUUV）能夠在長達數月的任務中自主運行。2019年2月，海軍授予波音/HII財團一份價值4300萬美元的合約，開始建造四艘 XLUUV，其設計將基於波音早期的AUV Echo Voyager。
2022年4月28日，在美國太平洋沿岸的亨廷頓海灘，為美海軍首艘舉行命名和下水儀式。